# Tonimbuc
Tonimbuc är en del av en befolkad plats i Australien. Den ligger i kommunen Cardinia och delstaten Victoria, omkring 71 kilometer öster om delstatshuvudstaden Melbourne. Antalet invånare är 317.
Runt Tonimbuc är det glesbefolkat, med 19 invånare per kvadratkilometer.. Närmaste större samhälle är Bunyip, nära Tonimbuc.
I omgivningarna runt Tonimbuc växer i huvudsak städsegrön lövskog. Genomsnittlig årsnederbörd är 1 332 millimeter. Den regnigaste månaden är juni, med i genomsnitt 166 mm nederbörd, och den torraste är januari, med 57 mm nederbörd.